# Rue de la Couronne
La rue de la Couronne est une artère d'orientation nord-sud située à Québec.

## Situation et accès
C'est l'une des principales artères du quartier Saint-Roch. Rue à sens unique, elle permet de circuler uniquement en direction nord. Elle débute au sud à son intersection avec la côte d'Abraham. Elle longe ensuite le jardin Jean-Paul-L'Allier, traverse entre autres le boulevard Charest et la rue Saint-Joseph, avant de se transformer en tant que voie en direction nord de l'autoroute Laurentienne.

## Origine du nom
Le nom de la rue fait référence à la Couronne, possiblement parce qu'elle est traversée sur son parcours par la rue du Roi et la rue de la Reine.

## Historique

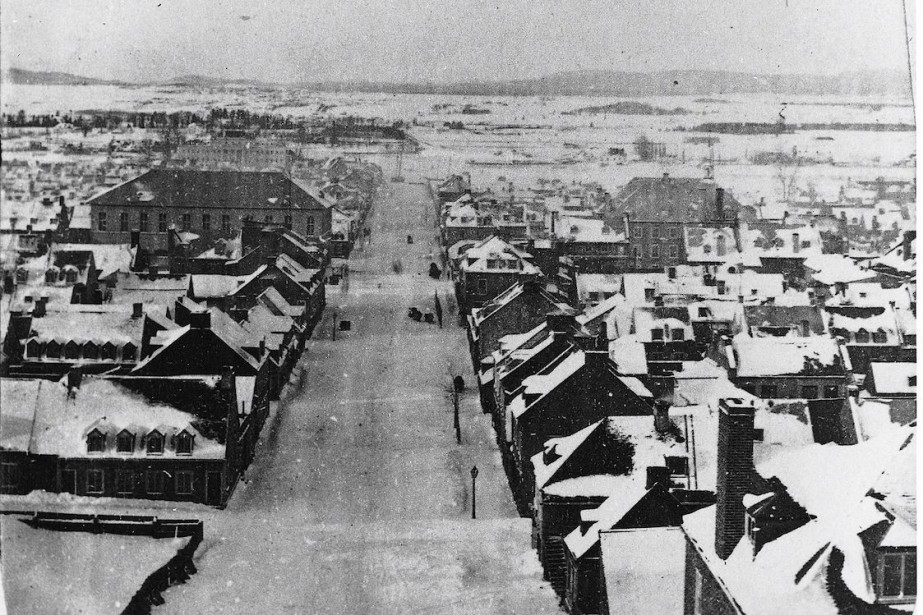
La rue de la Couronne vers 1860.

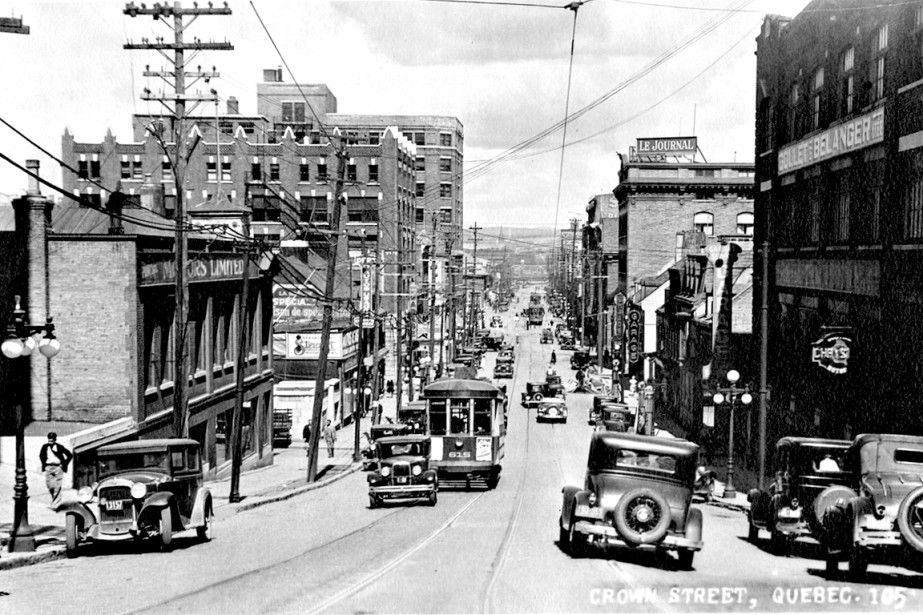
La rue de la Couronne en 1920.

Ouverte à la circulation en 1826, la rue porte brièvement le nom de « rue Richmond » entre 1826 et 1831 en hommage à Charles Lennox, duc de Richmond et gouverneur général du Canada en 1818-1819. C'est alors une rue plus large que la majorité des rues de Saint-Roch. Au 19e siècle, elle devient une rue marchande importante de la ville. Le marché Jacques-Cartier s'y installe en 1847. La rue se densifie au siècle suivant avec la construction des premiers édifices à étages de la ville, comme celui de la Compagnie de chemin de fer, d’éclairage et de force motrice de Québec en 1910 ou bien le nouvel immeuble du Syndicat de Québec en 1949.
Dans les années 1950, Saint-Roch éprouve d'importants problèmes de congestion routière. En 1956, l'échevin Joseph-Arthur Juneau demande l'établissement d'un sens unique sur la rue de la Couronne mentionnant qu' « il arrive qu'on prenne une heure à en sortir ». En janvier 1957, le comité de circulation présidé par le chef de police Roger Lemire recommande l'instauration d'un sens unique sud-nord et l'interdiction de stationnement sur une partie de la rue. La mesure entre en fonction en juin de la même année.
En mai 2020, l'administration municipale annonce qu'elle souhaite transformer la rue de la Couronne en rue piétonne partagée avec une ligne de tramway.

## Bâtiments remarquables et lieux de mémoire
Du sud au nord :
- Jardin Jean-Paul-L'Allier
- 490 : Institut national de la recherche scientifique
- 395 : Hôtel Pur
- 380 : Tour Fresk